# Леон Томша

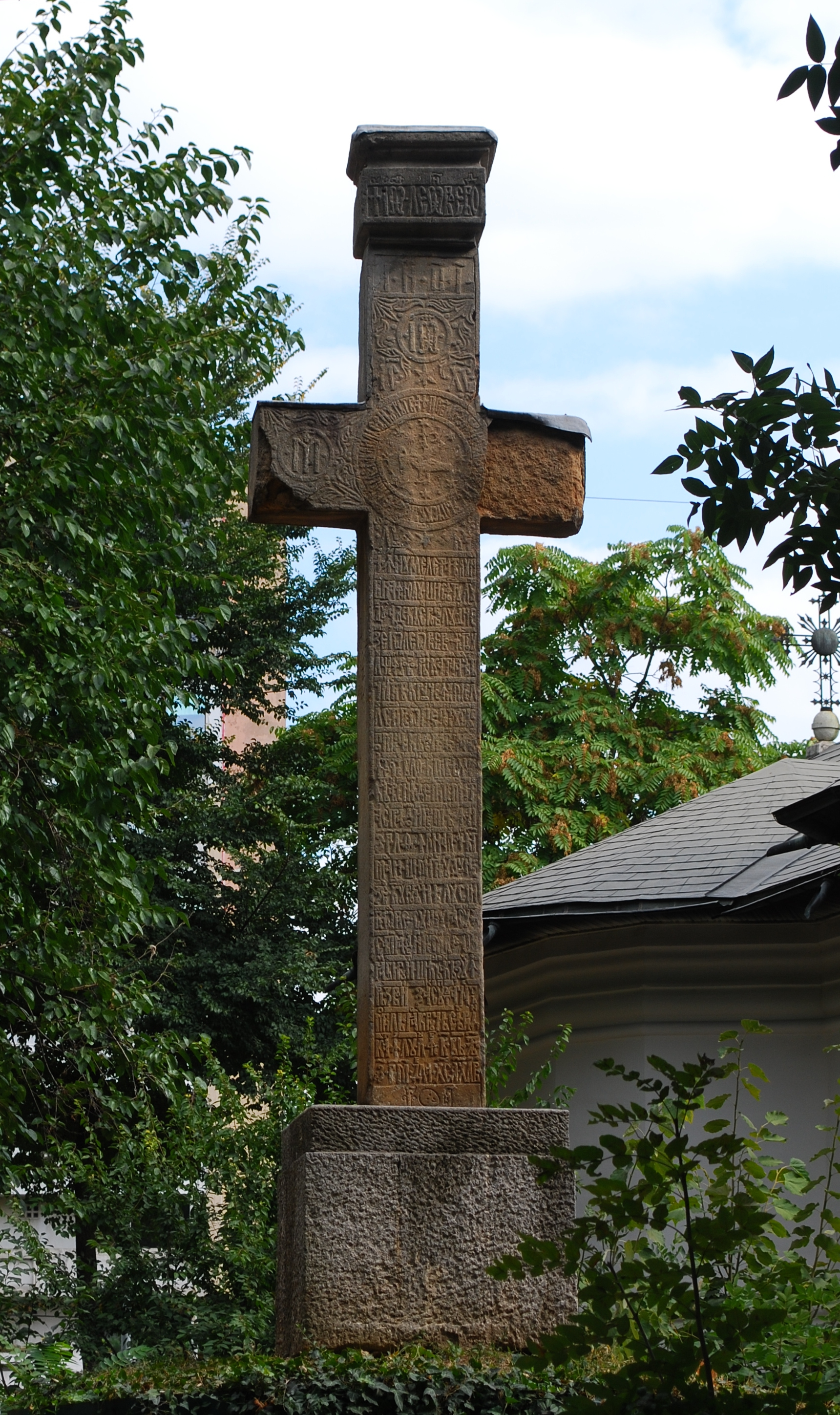
Крест Леона, установленный его сыном Раду XII Леоном близ Слобозийской церкви в Бухаресте

Леон I Томша известный также , как Леон Водэ ( «Леон Воевода») или Alion ((рум. Leon Tomșa; (? — июль 1632) — Господарь Валахии с 1629 по 1632 год.

## Биография
Был внебрачным сыном Стефана VII Томша — Господаря Молдавского княжества в 1563—1564 годах. Современники считали его потомком торговца устрицами низкого происхождения.
В 1629 году Леон Томша добыл себе титул господаря Валахии, благодаря подкупу османских сановников, а потому по возвращении в Валахию обложил местных жителей высоким налогом, чтобы окупить затраты. Когда же собрать налоги в полном объеме не удалось, он обязал бояр Малой Валахии уплатить недоимки из своего кармана. Предоставлял большие права «цареградским» грекам и левантийцам. Во всех бедах местные бояре обвинили уже живущих и приглашённых им в Валахию греков-фанариотов, которые «не считаются с обычаями страны, нарушают все хорошие порядки, вводят плохие и притеснительные законы».
В 1630 году возмущённые бояре обратились за покровительством к князю Трансильвании Дьёрдю I Ракоци. Оживленная переписка между Ракоци и Томшей не помогла урегулированию конфликтной ситуации.
Чтобы переубедить бояр, Леон Томша выпустил два указа в июле 1631 года, в которых предусматривалось изгнание из страны прибывших греков, отмена новых налогов, освобождение от каких-либо обязательств бояр, князей, дворян и священников. Указы, обещавшие уважать традиционные права, были приняты под давлением боярского совета.
В 1632 году год трансильванская армия всё же вторглись в Валахию и объединилась с силами оппозиции, но в сентябре мятежники были разбиты Леоном Томшей под Бухарестом. Лидеры повстанцев, среди которых был будущий господарь Валахии князь Матей Брынковяну (Басараб) из рода Крайовеску, бежали в Трансильванию.
Лишь после многочисленных жалоб обиженных бояр в июле 1632 года Порта низложила Леона Томшу. Он отправился в Стамбул, дальнейшая его судьба неизвестна.